# Kloster Norraby
Das Kloster Norraby ist ein Karmelitenkloster in Tågarp, einem Ort in der Gemeinde Svalöv nahe der Stadt Landskrona in der schwedischen Provinz Skåne län, der südlichsten Provinz Schwedens.
Vorläufer war ein Standort der Karmeliten in Svalöv, der 1963 gegründet wurde. Die flämischen Karmeliten Martinus Martin, Wilfrid Stinissen und Emmanuel Martens kauften Gebäude und Landflächen und bauten ein Kloster auf, das 1968 errichtet wurde; Prior der Gründung war Br. Emmanuel Martens. Einer der Priester des Konvents ist Anders Kardinal Arborelius, der von 1971 bis 1998 hier als Ordensbruder lebte.